# 1397 هـ
1397 هـ هي سنة في التقويم الهجري امتدت مقابلةً في التقويم الميلادي بين سنتي 1976 و1977.

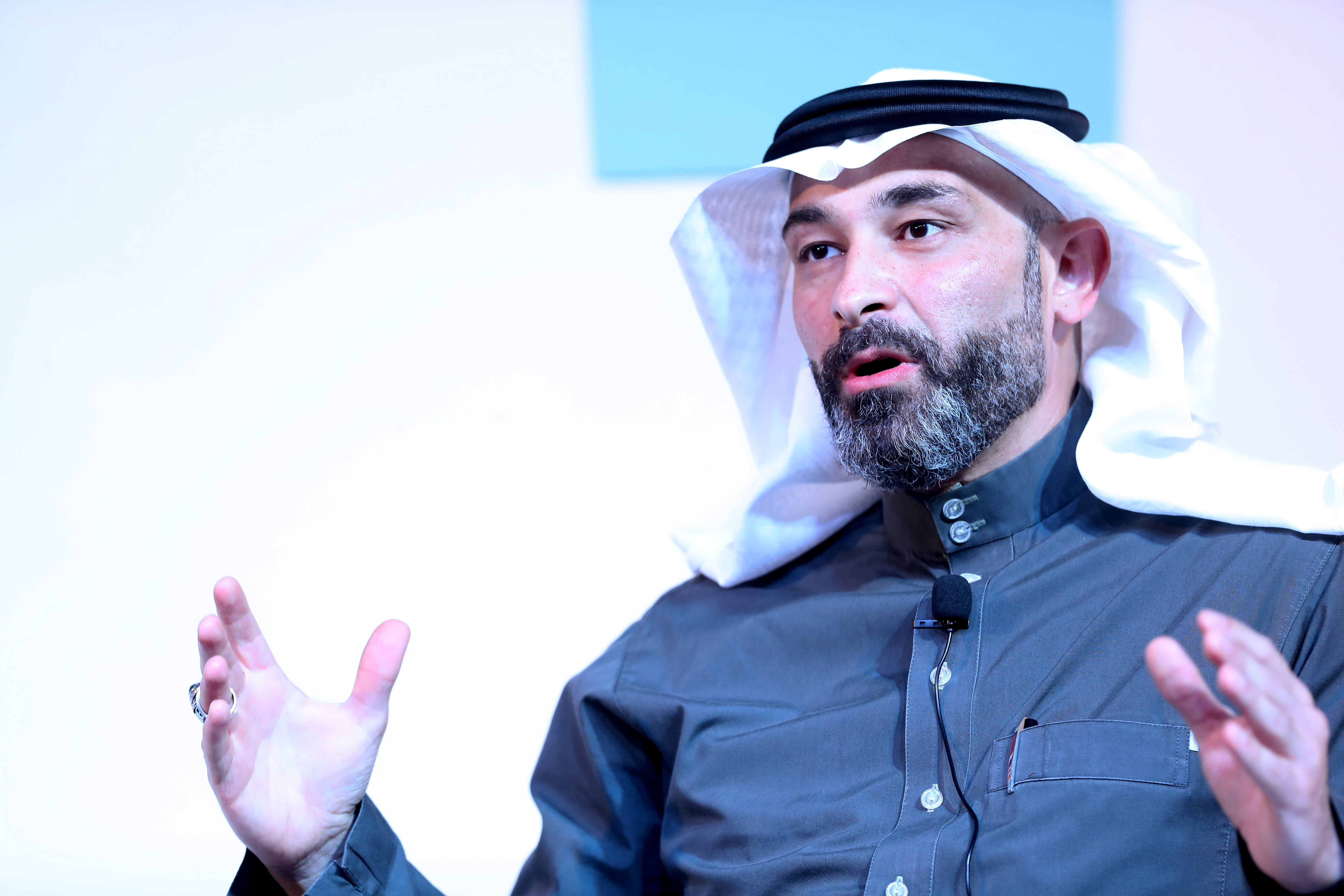
أشرف إحسان فقيه

## أحداث
- تأسيس المجمع الفقهي الإسلامي

## مواليد
- فارس آل شويل
- فوزي العودة
- فواز الرجيب
- أشرف إحسان فقيه
- جواهر (ممثلة)
- ريم الميع
- رزان زيتونة
- عبد الله أحمد الحمود الصباح
- عظمت خان باعلوي الحسيني
- ماغي مطران
- مشاعل الزنكوي
- مي العيدان
- نزار الحسن
- نوال العيد
- منال الغداني
- نجلاء الكندري

## وفيات
- إبراهيم بن عبد الله السويل
- المهدي البوعبدلي
- باعزيز بن عمر
- حسين مكي العاملي
- خالد عبد الله الشقفة
- زين العابدين بن الحسين التونسي
- عبد الحليم حافظ
- عبد العزيز بن مساعد بن جلوي آل سعود
- عبد الله السبيتي
- عبد الله بن عبد الرحمن بن عبد اللطيف آل الشيخ
- عبد المقصود محمد سالم
- مبشر الطرازي
- مصطفى الخميني
- ميشال المغربي
- إبراهيم أنيس
- عبد الحليم محمود
- عبد الله بن عبد الرحمن السند
- مفدي زكريا
- محمد يوسف البنوري
- دهام بن الهادي بن العاصي الجربا
- محمود حسن إسماعيل